# ピッチングウェッジ
ピッチングウェッジ（Pitching Wedge）とは、ゴルフで使用するクラブの種類の1つ。PまたはPWと表記される。ロフト角は約45〜48度。
ショートアイアンよりもシャフトが短く、ロフト角が大きいため、飛距離は短く高い弾道で球が飛ぶ。一般的にグリーンまでの距離が短い時に使用される。